# Honda FT 500
La Honda FT500 è una motocicletta turistica prodotta dal 1982 al 1985 dalla casa motociclistica giapponese Honda; nasce come versione stradale del modello già affermato enduro XL500S, di cui riprende l’affidabile motore monocilindrico da 500 cm³ con una ciclistica ed una rapportatura finale adattata al diverso uso. 

## Il contesto
È una moto facile, equilibrata, dalla ridotta manutenzione e parca nei consumi. La sua natura da antesignana delle naked la rende attuale ancora oggi e trasversale rispetto alle mode e tendenze che si sono succedute negli ultimi decenni. Come accaduto anche per altri modelli, la FT 500 è stata ritenuta una moto "sperimentale" e "di nicchia", forse apparsa sul mercato nel momento sbagliato, e per tutto questo con un successo commerciale molto limitato, nonostante le sue intrinseche ed indiscutibili qualità anche estetiche.